# Alte Schmidtgasse 11 (Gelnhausen)

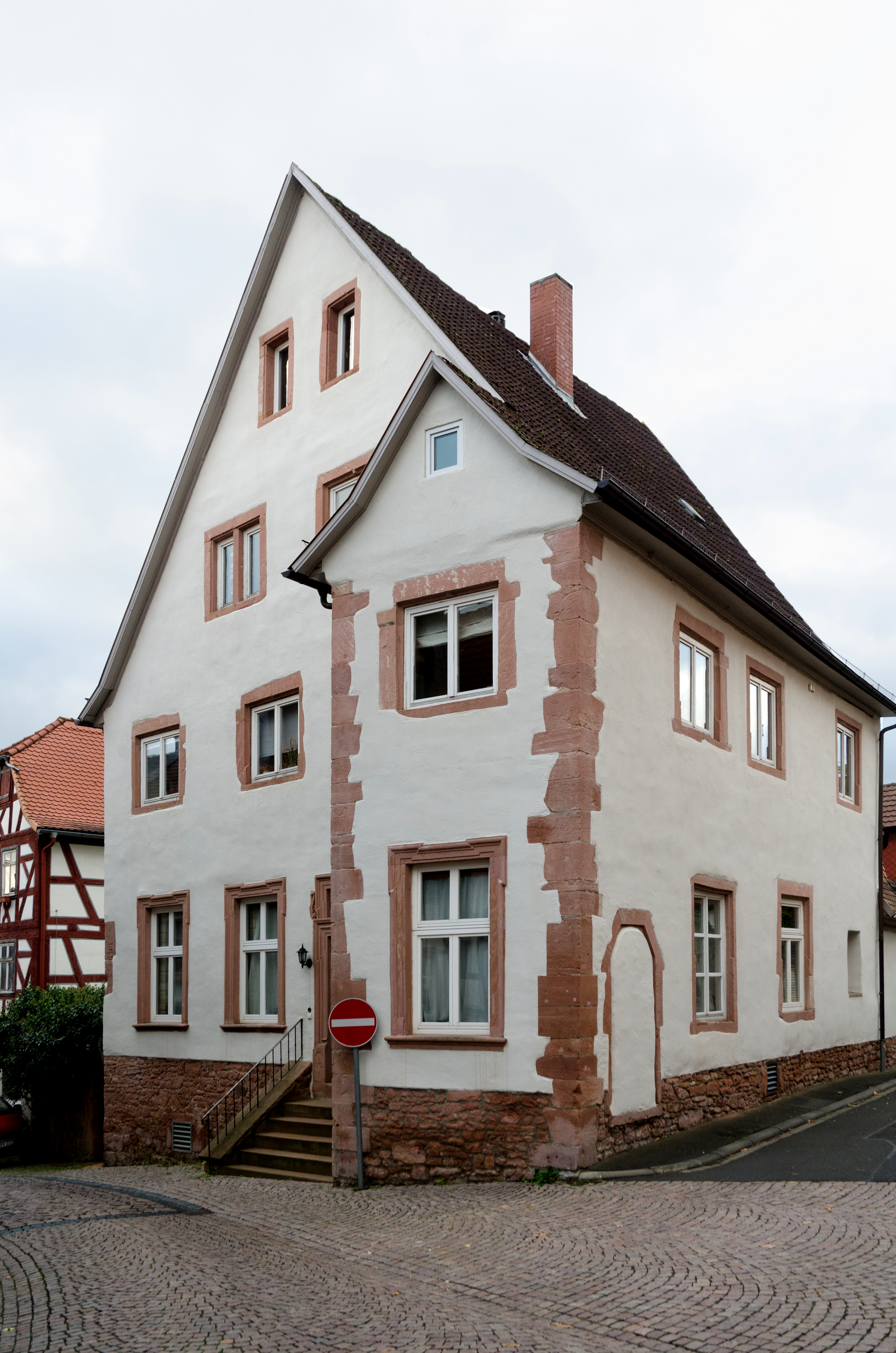
Haus Alte Schmidtgasse 11 in Gelnhausen

Das Gebäude Alte Schmidtgasse 11 (ehemaliges Haus Kutzleben) in Gelnhausen, der Kreisstadt des Main-Kinzig-Kreises im Südosten Hessens, wurde 1740 errichtet. Das Wohnhaus in Ecklage zur Straße Am Rain ist ein geschütztes Kulturdenkmal.
Der verputzte Massivbau, im Kern älter mit hofseitigem Treppenturm und Brunnen aus dem 16. Jahrhundert, steht auf einem hohen Sandsteinsockel mit Eckquaderung. Das Erdgeschoss hat hohe Fenster mit profilierten und geohrten Gewänden aus hellem Sandstein, ehemals waren an der Traufseite Klappläden vorhanden. 
Eine breite Sandsteintreppe führt zum barocken Portal mit aufgesetztem Oberlicht in reich gestalteten Sandsteingewänden. Im Schlussstein der Türeinfassung ist das Wappen der Erbauerfamilie und darunter die Jahreszahl 1740 zu sehen. Die originale Kassettentür mit Griffolive in der Mitte hat einen Türdrücker in Form eines Löwenkopfes. 
Im Schlussstein des Rundbogentors an der Gartenmauer sind die Initialen HMR und die Jahreszahl 1740 angebracht. 

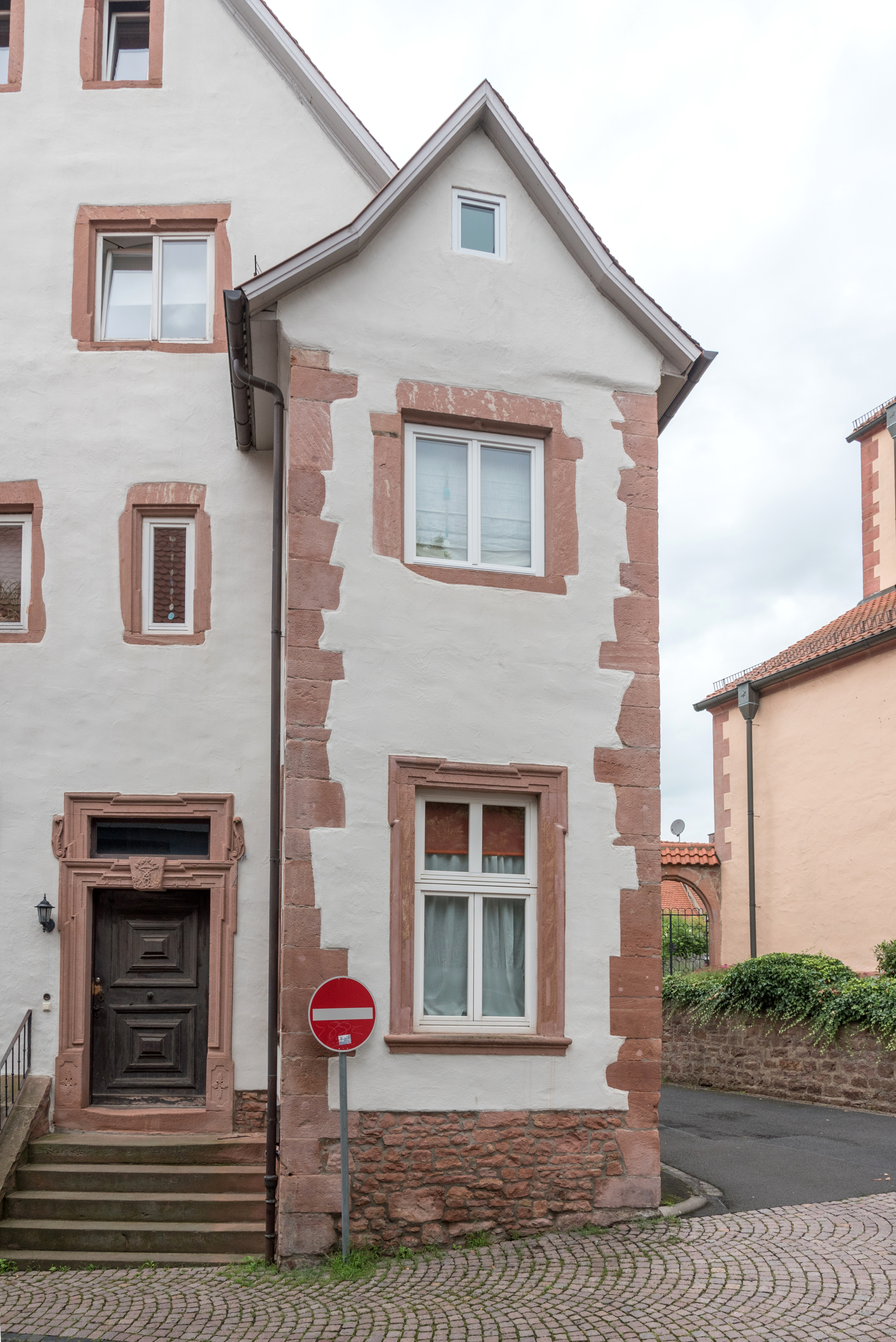
Eckrisalit
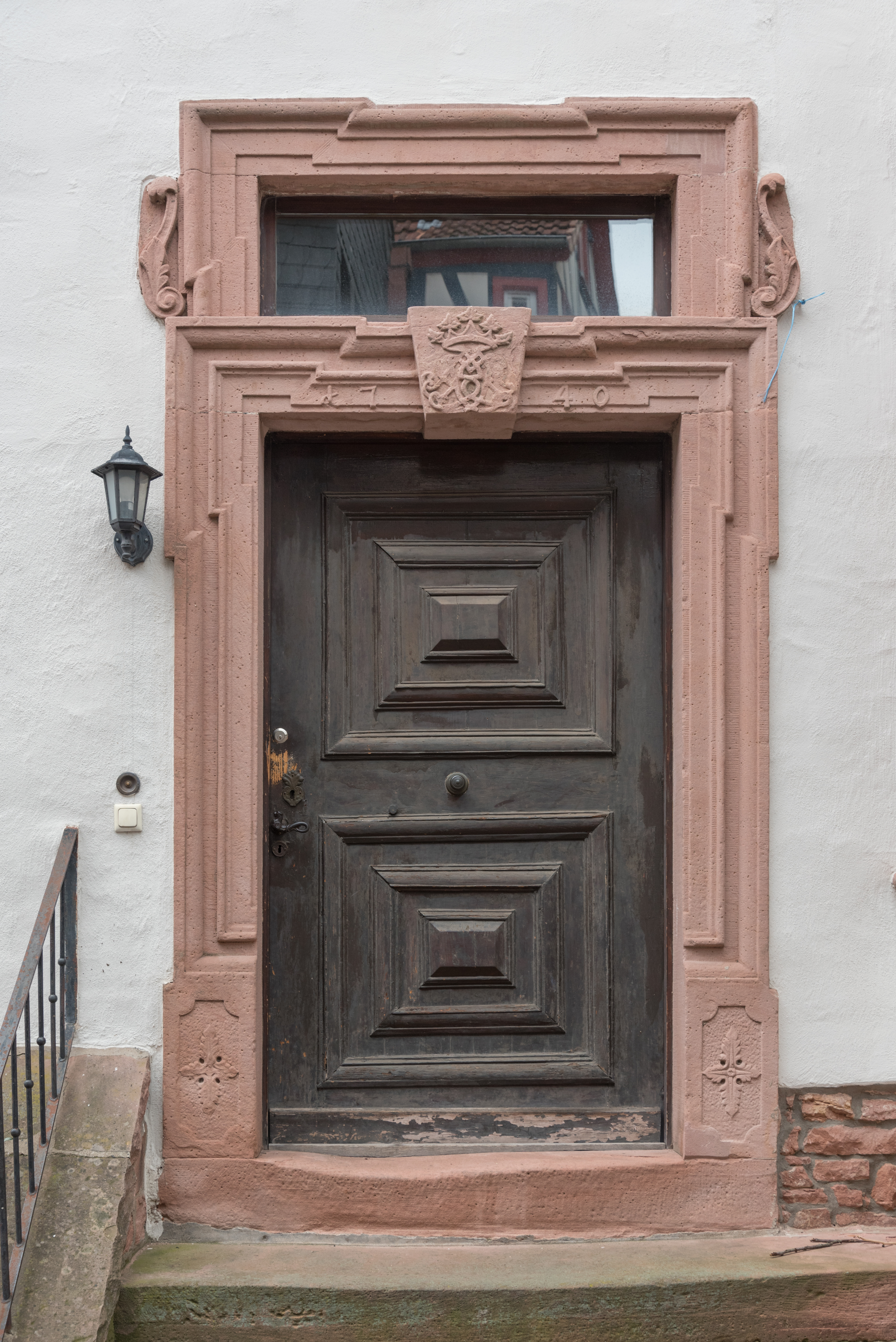
Tür
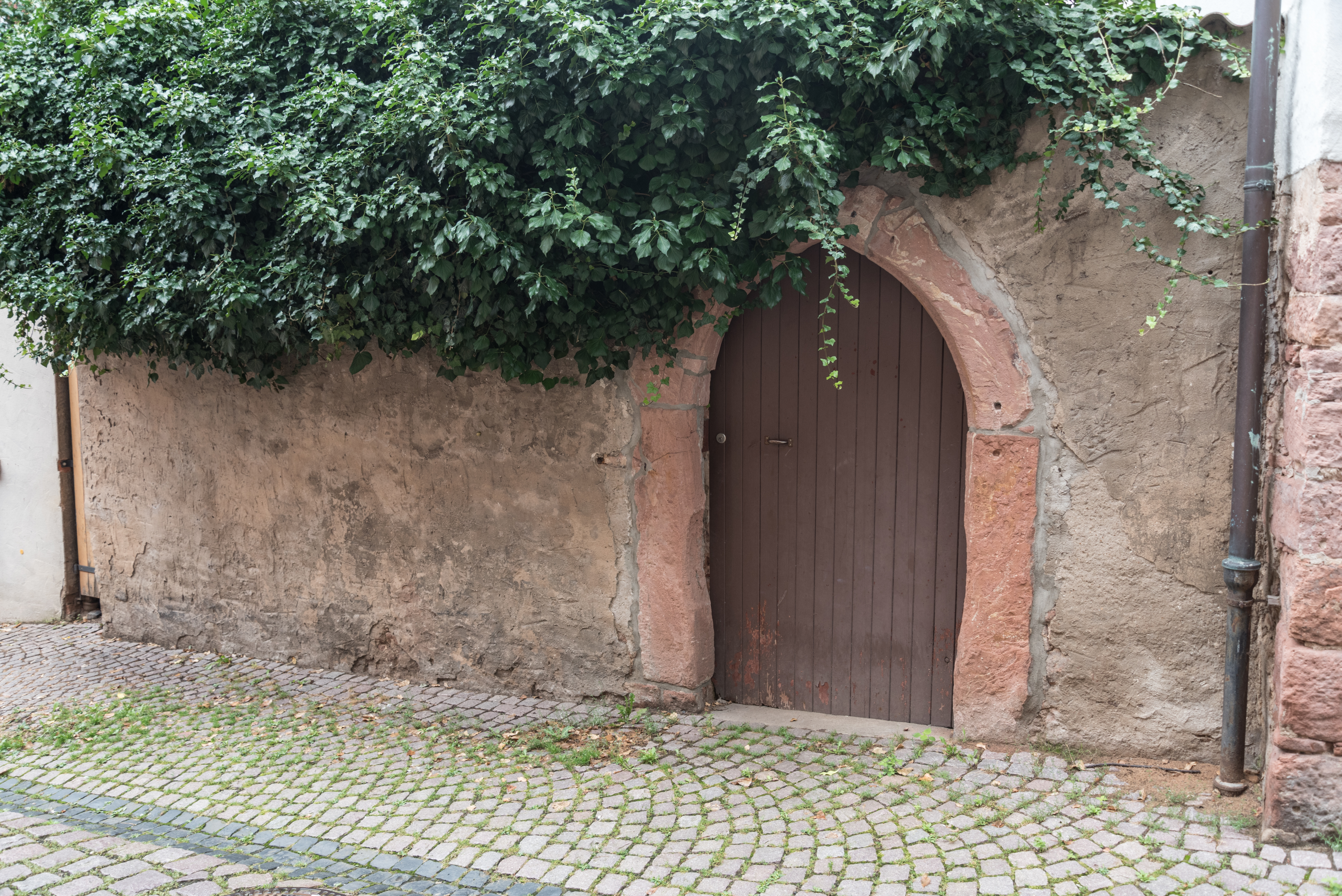
Gartenmauer mit Tor